# Ralph Daniel Mangelsdorff
Pour les articles homonymes, voir Mangelsdorff.
Ralph Daniel Mangelsdorff, né en 1958, est un botaniste et phytopathologiste allemand spécialisé dans les Gesneriacées. Il développe ses activités académiques à l'université Johann Wolfgang Goethe.
Il a fait de vastes expéditions botaniques à Madagascar.